# Mas Pedreguet
Can Plana o el Pedreguet és un mas als afores de Santa Pau (la Garrotxa) catalogat a l'Inventari del Patrimoni Arquitectònic de Catalunya.

## Arquitectura
És una gran casa de planta rectangular amb el teulat a dues aigües, amb els vessants encarats cap a les dues façanes principals. Disposa de planta baixa destinada a quadres pel bestiar, primer i segon pis. Al primer pis, o planta principal, s'hi accedia per una escala exterior de pedra. La casa va ésser bastida amb grans carreus, molt ben tallats, pels angles i obertures; la resta és de pedra volcànica i morter. L'antiguitat de mas Pedreguet és constatable gràcies a la seva estructura encara que a les nombroses llindes conservades no aparegui cap data.

## Història
El mas Pedreguet va ser construït o remodelat entre les segles XVII i XVIII. L'amo de la casa va explicar que hi havia una llegenda referida al seu mas: Segons es conta, Sant Damas, fill d'Argelaguer, va fer de mosso al mas Pedreguet. Quan va ser nomenat Papa es va recordar de la seva infantessa per terres catalanes i va fer donació de tres veracreus: una a Besalú, per ser llavors capital de la Garrotxa; una altra a Argelaguer, per ser el seu poble nadiu, i la tercera a Santa Pau, per ser el lloc on ell va treballar.